# Bonifácký průliv
Bonifácký průliv (francouzsky bouches de Bonifacio, italsky bocche di Bonifacio, gallursky bucchi di Bunifaziu) se nachází ve Středozemním moři mezi Korsikou a Sardinií. Nese jméno korsického města Bonifacio; tvoří hranici východně ležícího Tyrhénského moře. Je široký asi 12 kilometrů a dosahuje maximální hloubky 89 metrů. Mezi námořníky je znám svým počasím, mořskými proudy, mělčinami a jinými překážkami.

## Námořní katastrofy
Nejznámějším případem ztroskotání v Bonifáckém průlivu byla zkáza francouzské fregaty Sémillante 15. února 1855. Loď přepravující vojenské posily do Krymské války vyplula předešlý den z přístavu v Toulonu a mířila do Černého moře. V bouři však narazila na útes, potopila se a nikdo ze 750 vojáků na palubě nepřežil.
V roce 1993 došlo v Bonifáckém průlivu k havárii tankeru. Od té doby smějí průlivem proplouvat lodě s nebezpečným nákladem pouze pod francouzskou nebo italskou vlajkou.